# لاس بنتاس د سان خولیان
لاس بنتاس د سان خولیان (به اسپانیایی: Las Ventas de San Julián) یک شهرستان در اسپانیا است که در استان تولدو واقع شده‌است.

## خصوصیات
لاس بنتاس د سان خولیان ۶ کیلومترمربع مساحت و ۲۳۳ نفر جمعیت دارد و ۳۱۰ متر بالاتر از سطح دریا واقع شده‌است.